# Mas Diana
El Mas Diana és un edifici al nucli urbà de la població de Viladamat (Alt Empordà), a la banda de llevant del nucli antic del poble, amb la façana orientada al carrer del Mar. Segons el fons arxivístic del COAC, aquest casal fou construït en el segle xvii sobre restes d'època medieval (segles xii i xiii).
Edifici catalogat a l'Inventari del Patrimoni Arquitectònic de Catalunya, és de planta rectangular, format per diversos cossos adossats, amb les cobertes d'una i dues vessants i distribuït en planta baixa i pis. Presenta un petit pati interior al centre de la construcció. L'habitatge pròpiament dit es localitza a la part de tramuntana i ponent de la construcció, mentre que el paller - magatzem és a llevant i migdia. Actualment, l'accés a l'interior de l'edifici es fa pel carrer del Mar, a través d'una porta d'arc rebaixat de maons. Al seu costat hi ha adossat l'antic forn de planta circular, actualment arrebossat, i a l'altra banda una gran porta rectangular d'obertura posterior. La resta del parament està arrebossat. És força més interessant la façana de tramuntana, amb el parament de pedra vista. Presenta quatre petites finestres rectangulars al pis, tres d'elles reformades. L'original està emmarcada amb carreus de pedra i amb la llinda plana. A l'interior de la casa hi ha tres voltes perpendiculars a l'accés, bastides en pedra desbastada i morter de calç. Hi ha una pilastra de planta quadrada adossat a un dels murs, bastit amb carreus de pedra ben desbastats. A la zona del pati interior hi ha un antic portal de punt rodó adovellat, actualment tapiat, i també hi ha un pou. La part de la construcció destinada a paller presenta un gran portal d'arc de mig punt fet de maons i una finestra rectangular al pis. A l'interior presenta un gran pilar central, bastit amb pedra sense escairar i abundant morter de calç, que sosté les bigues de fusta de la coberta. La construcció està bastida amb pedra de diverses mides i trams del parament arrebossat.